# Cory Baxter
Cory Baxter è uno dei protagonisti delle serie di Disney Channel Raven e di Cory alla Casa Bianca, interpretato da Kyle Massey.

## Informazioni sul personaggio
Cory è il fratello minore combinaguai di Raven Baxter e il figlio di Tonya e Victor Baxter. Cory aspira a diventare ricco e parla il giapponese e lo spagnolo. Ha un topino di nome Lionel. Sebbene per gran parte della serie agisce come un vero e proprio antagonista, Cory vuole molto bene alla sorella, e lo dimostra in diverse occasioni. È l'unico personaggio, insieme a Raven, ad essere apparso in tutti gli episodi della serie.
I suoi migliori amici sono Larry e William (in Raven) mentre in Cory alla Casa Bianca sono Newt (Newton) e Meena, della quale è innamorato. Durante la prima serie ha una cotta per la migliore amica di Raven, Chelsea Daniels, ma non accadrà mai nulla tra i due.
Cory in Raven suona in una band chiamata "Cory e i suoi ragazzi" mentre in Cory alla Casa Bianca suona in una band chiamata "I DC3".

## Cory alla Casa Bianca
Dopo che Raven finisce il college, Cory e suo padre si spostano da San Francisco a Washington DC, alla Casa Bianca, dove Victor intraprende il ruolo di chef del Presidente degli Stati Uniti.
La serie racconta le avventure di un Cory adesso ragazzo, alle prese con i primi amori, con la sua band e i classici problemi adolescenziali. A complicare il tutto, ci pensa la figlia del Presidente, Sophie, la quale perseguita in diverse occasioni Cory, costringendolo a giocare con lei o rendendo complice dei suoi strampalati piani.